# Вазописец Эретрии

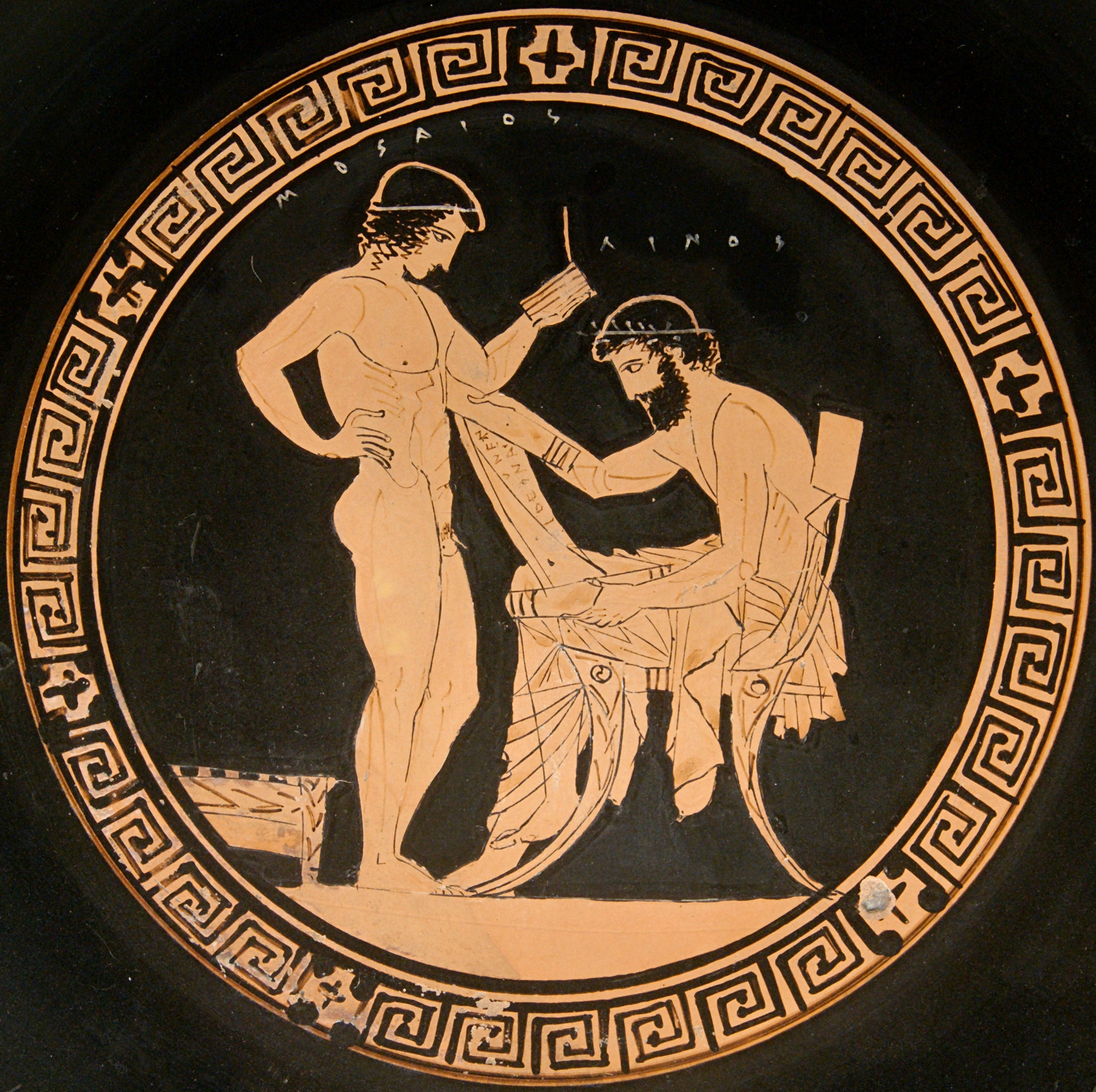
Тондо краснофигурного килика Ученик Мусей и учитель Лин в палестре, вазописец Эретрии

Вазописец Эретрии, или эретрийский вазописец — анонимный древнегреческий аттический вазописец, который работал в технике краснофигурной вазописи в последней четверти V века до нашей эры. Считается современником вазописца Шувалова и одним из самых интересных художников своего времени.
Большинство его ярких работ написаны на ойнохоях и лекифах. Изображаемые сцены в основном включают значительное число фигур, которые движутся группами на всех доступных поверхностях вазы. Среди его работ известны вазы в форме животных или человеческих фигур, а также канфары в форме человеческих голов. Подобно формам ваз, необычными были и герои вазописных сцен: в частности, атлеты, сатиры, менады и мифологические сцены. В работах вазописца Эретрии чувствуется тщательное изучение женской фигуры.
Среди работ вазописца Эретрии известны вазы с росписью по белому фону, на одной из них изображен Ахиллес, оплакивающий Патрокла. Стиль вазописца Эретрии значительно повлиял на технику более поздних вазописцев, например, на Мидия и его школу.